# Castelo de Meillant

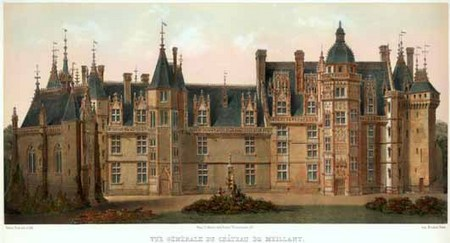
Château de Meillant, perto de Bourges.

O Château de Meillant é uma mansão histórica em Meillant, Cher, em Centre-Val de Loire, na França.

## História
Foi construído no século XV.

## Valor arquitectónico
Está listado como um monumento oficial desde 1963.